# Saint-Samson-de-la-Roque
Saint-Samson-de-la-Roque is een gemeente in het Franse departement Eure (regio Normandië) en telt 322 inwoners (2005). De plaats maakt deel uit van het arrondissement Bernay.

## Geografie
De oppervlakte van Saint-Samson-de-la-Roque bedraagt 15,9 km², de bevolkingsdichtheid is 20,3 inwoners per km².
De onderstaande kaart toont de ligging van Saint-Samson-de-la-Roque met de belangrijkste infrastructuur en aangrenzende gemeenten.

## Demografie
Onderstaande figuur toont het verloop van het inwonertal (bron: INSEE-tellingen).